# Atte Ohtamaa
Atte Petteri Ohtamaa (* 6. November 1987 in Nivala) ist ein finnischer Eishockeyspieler, der seit April 2021 wieder bei Oulun Kärpät aus der finnischen Liiga unter Vertrag steht und dort auf der Position des Verteidigers spielt.

## Karriere

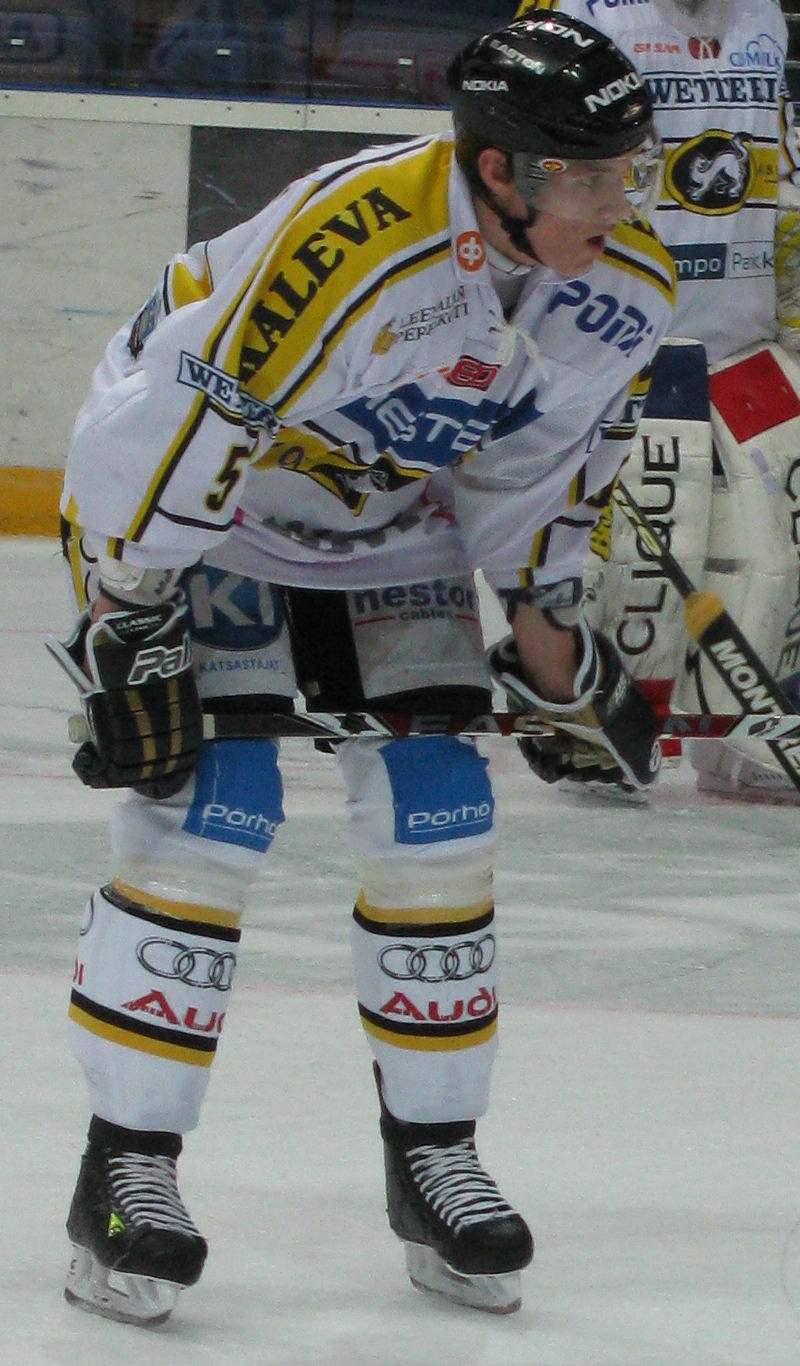
Atte Ohtamaa im Trikot von Oulun Kärpät

Atte Ohtamaa spielte bereits im Nachwuchsbereich für Oulun Kärpät, für das er in der Saison 2007/08 in der SM-liiga debütierte. In zehn Spielen erzielte der Verteidiger ein Tor. Zudem kam er in einem Playoff-Spiel zum Einsatz. Am Saisonende wurde Ohtamaa gleich in seiner Premierensaison erstmals Finnischer Meister mit Kärpät. In der Saison 2008/09 gehörte Ohtamaa zum Stammkader der Finnen und stand auch in allen vier Gruppenspielen in der Champions Hockey League auf dem Eis.
2014 gewann er mit Kärpät einen weiteren Meistertitel, ehe er im Mai 2014 von Jokerit Helsinki aus der Kontinentalen Hockey-Liga verpflichtet wurde. Dort gehörte er in den folgenden zwei Spieljahren zu den Stammspielern und empfahl sich dadurch auch für Einsätze in der Nationalmannschaft.
Im August 2016 wechselte er erstmals ins Ausland und wurde vom KHL-Klub Ak Bars Kasan verpflichtet. Mit Ak Bars gewann er 2018 den Gagarin-Pokal und zugleich den russischen Meistertitel. Nach diesem Erfolg kehrte er zu seinem Heimatverein nach Oulu zurück. Mit diesem wurde er 2019 finnischer Vizemeister und gewann anschließend mit der finnischen Nationalmannschaft die Goldmedaille bei der Weltmeisterschaft.
Zu Beginn der Saison 2019/20 wurde er an den HC Lugano, ab November 2019 an Barys Nur-Sultan ausgeliehen. Anschließend verblieb er in der KHL, als er im Mai 2020 einen Vertrag bei Lokomotive Jaroslawl unterzeichnete. Er verließ den russischen Klub allerdings nach nur einer Saison und kehrte zu seinem Ausbildungsklub Oulun Kärpät zurück.

## Erfolge und Auszeichnungen
- 2008 Finnischer Meister mit Kärpät Oulu
- 2009 Finnischer Vizemeister mit Kärpät Oulu
- 2014 Finnischer Meister mit Kärpät Oulu
- 2018 Gagarin-Pokal-Gewinn und Russischer Meister mit Ak Bars Kasan

### International
| - 2014 Silbermedaille bei der Weltmeisterschaft - 2016 Silbermedaille bei der Weltmeisterschaft - 2019 Goldmedaille bei der Weltmeisterschaft | - 2022 Goldmedaille bei den Olympischen Winterspielen - 2022 Goldmedaille bei der Weltmeisterschaft |

## Statistik
(Stand: Ende der Saison 2021/22)